# Compressor
Compressor（コンプレッサ）は、ビデオとオーディオのエンコーディングを行うmacOS用のアプリケーションである。Final Cut Proでのエンコーディングに使用される。

## 歴史
このアプリケーションはFinal Cut Pro、Soundtrack Pro、Motion、DVD Studio Proの一部であった。これらのアプリケーションの開発終了によって、Final Cut StudioとLogic Studioの一部となった。
Final Cut Pro XとMotion 5のリリースに伴い、Compressorはバージョン4にアップデートされ、Mac App Storeにてそれらのアプリケーションとは別々に販売されるようになった。
2020年11月12日にリリースされたバージョン4.5から、Apple M1に対応しパフォーマンスと効率が向上した。
2024年11月13日、Final Cut Pro 11リリースに合わせ、空間ビデオのエンコーディングに対応した。

## 機能
Compressorは MPEG-1、MPEG-2、MOV、MPEG-4 (Simple Profile)、H.264、HEVCファイルなどの動画ファイルやAIFF、WAV、CAFなどの音声ファイルの変換ができる。またDVDやBlu-rayディスクを作成したり、NTSCとPALの相互変換も可能である。
Compressorには分散エンコーディングの機能を備えており、同一ネットワーク上の他のMacにCompressorをインストールしておけば、追加のソフトウェアを用いずともエンコーディングタスクを複数のMacに分散して高速化することができる。分散エンコーディング機能はMac1台では実現不可能な高精度な処理も可能である。

## 引用
1. ↑  http://support.apple.com/kb/HT4590
2. ↑  “Compressor”. Mac App Store. 2020年11月13日閲覧。
3. ↑  “Compressorの新機能”. Apple Support. 2024年11月15日閲覧。